# Ortiz Basualdo
Ortiz Basualdo es un pequeño poblado del Partido de Pergamino, Provincia de Buenos Aires, Argentina. Se encuentra a la vera de la Ruta Nacional 188 a 15 km de la ciudad cabecera: Pergamino.

## Ferrocarril
Se encuentra la Estación Ortiz Basualdo del Ramal Pergamino - Junín., perteneciente al Ferrocarril General Bartolomé Mitre

## Población
Durante los censos nacionales del INDEC de 2001 y 2010 fue considerada como población rural dispersa.
- Datos: Q6053614